# Liste der Kulturdenkmäler in Kasdorf
In der Liste der Kulturdenkmäler in Kasdorf sind alle Kulturdenkmäler der rheinland-pfälzischen Ortsgemeinde Kasdorf aufgeführt. Grundlage ist die Denkmalliste des Landes Rheinland-Pfalz (Stand: 8. Dezember 2023).

## Einzeldenkmäler
| Bezeichnung | Lage              | Baujahr         | Beschreibung                                         | Bild |
| ----------- | ----------------- | --------------- | ---------------------------------------------------- | ---- |
| Wohnhaus    | Sonnenfeld 3 Lage | 18. Jahrhundert | Fachwerkhaus, verputzt, wohl aus dem 18. Jahrhundert | BW   |